# Helmuth Kulenkampff
Helmuth Kulenkampff (* 5. Dezember 1895 in Bremen; † 12. Juni 1971) war ein deutscher Physiker.

## Biografie
Kulenkampff stammte aus der Bremer Kaufmannsfamilie Kulenkampff. Nach dem Abitur am Neuen Gymnasium in Bremen 1914 begann er in Frankfurt ein Physikstudium, war dann aber 1916 bis 1919 als Soldat im Ersten Weltkrieg. Danach setzte er sein Studium an der Universität München fort und wurde 1922 bei Ernst Wagner zum Dr. phil. promoviert (Wagner hatte die Lehrstuhlvertretung auf dem Lehrstuhl von Wilhelm Conrad Röntgen). Danach war er Assistent von Jonathan Zenneck an der TU München. 1926 habilitierte er sich und 1932 wurde er außerordentlicher Professor. Am 5. September 1936 wurde er ordentlicher Professor für Physik an der Universität Jena als Nachfolger von Max Wien. 1945 ging er mit den amerikanischen Truppen in den Westen. 1946 wurde er Professor an der Universität Würzburg, an der er 1964 emeritiert wurde. In Würzburg modernisierte er als dessen Vorstand das Physikalische Institut am Röntgenring 8. Dank seines Rufes konnte er Mittel aufbringen, um einen Van-de-Graaff-Generator und ein Betatron anzuschaffen. Damit untersuchte er die Röntgenbremsstrahlung bei höheren Energien.
In seiner Dissertation untersuchte er das Spektrum der Strahlung in einer Röntgenröhre und auch später befasste er sich mit dem kontinuierlichen Spektrum von Röntgenstrahlung und der Röntgen-Bremsstrahlung. Dabei arbeitete er mit dem Theoretiker Arnold Sommerfeld und seiner Schule zusammen.
Kulenkampff befasste sich auch mit kosmischer Strahlung. Er klärte ein Rätsel im Absorptionsverhalten der harten Komponente auf als Folge der relativistischen Zeitdilatation beim Zerfall von Muonen.
Er erhielt die Röntgenplakette und war Mitglied der Sächsischen und Bayerischen Akademie der Wissenschaften.

## Schriften (Auswahl)
- Über das kontinuierliche Röntgenspektrum (gekürzte Münchner Dissertation), Annalen der Physik, Band 374, 1922, S. 548–596
- Untersuchungen der kontinuierlichen Röntgenstrahlung dünner Aluminiumfolien, Annalen der Physik, Band 87, 1928, S. 597–637
- Röntgenstrahlen und Struktur der Materie, Abhandlungen und Berichte, Deutsches Museum, Jahrgang 3, Heft 2, Berlin, VDI Verlag 1931, S. 27–74
- mit Lore Schmidt: Die Energieverteilung im Spektrum der Röntgen-Bremsstrahlung, Annalen der Physik, Band 43, 1943, S. 494
- Röntgenstrahlen: Zum 50jährigen Jubiläum ihrer Entdeckung, Abhandlungen und Berichte, Deutsches Museum, Jahrgang 16, Heft 1, München: Leibniz-Verlag 1948
- Umwandlung von Elementen, Abhandlungen und Berichte, Deutsches Museum, Jahrgang 17, Heft 2, München: Oldenbourg 1949
- mit R. Fuchs: Zur Energieverteilung im Spektrum der Röntgen-Bremsstrahlung, Zeitschrift für Physik, Band 137, 1954, S. 583–587